# 니조 천황
니조 천황(일본어: 二条天皇, 1143년 ~ 1165년)은 일본의 78대 천황(1158년 ~ 1165년)이었다. 그가 국화 왕좌에 오르기 전의 개인 이름은 모리히토 친왕 (일본어: 守仁親王)이었다. 그는 고시라카와 천황의 장남이었고 로쿠조 천황의 아버지였다. 그의 황후는 후지와라 마스코 1140-1201)로 그녀는 고노에 천황의 황후이기도 하였다. 후에 그녀는 대 황후 오미야라 불렸다.
니조는 고시라가와 천황의 상속자로 선언되었다.

## 약력
- 호겐 1(1156년): 7월 2일 사원의 천황 토바가 54세로 사망하였다.

그해 7월 10-29일 호겐 반란이 있었다.
- 호겐 4(1158년): 8월 11일 고시라카와 천황 25년, 천황이 양위하였다. 그의 장남이 센소를 받고 직후에 니조 천황이 즉위하였다.

니조가 공식적으로 소쿠이에 오른 후에 모든 사무는 은퇴한 고시라가와 천황의 손에 머물렀다.
- 헤이지 1(1159년): 12월 9~26일 헤이지의 난이 있었다.

- 조간 2(1164년): 8월 26일 전 천황 스토쿠가 46세로 사망하였다.

- 에이만 1 (1165년): 니조 천황의 유아가 황태자가 되었다.

그해 6월 25일 니조 천황 7년, 천황이 매우 아파서 양위하였다. 계승(센소)는 그의 아들이 받았다. 직후에 로쿠조 천황이 소쿠이에 올랐다.

## 가계도
- 황후 : 중궁(中宮) 타카미츠인(高松院) 요시코내친왕(姝子 内親王) (1141~1176) - 도바 천황의 딸이자 이복고모
- 황후 : 중궁(中宮) 후지와라노 무네코(藤原 育子) (1146~1173) - 토쿠다이지 사네요시(徳大寺 実能)의 딸이자 후지와라노 타다미치(藤原 忠通)의 양녀
- 황후 : 태황태후(太皇太后) 후지와라노 마사루코/다이시(藤原 多子) (1140~1202) - 토쿠다이지 킨요시(徳大寺 公能)의 딸이자 후지와라노 요리나가(藤原 頼長)의 선황 고노에천황의 황후
- 궁인 : 카스가노도노(春日殿) - 나카하라노 모로모토(中原 師元)
  - 황녀 : 요시코 내친왕(僐子 内親王) (1159~1171)
- 궁인 : 미기마스케(右馬助) - 미나모토노 히카나루(源 光成)의 딸
- 장남 : 손에 법친왕(尊恵 法親王) (1164~1192)
- 궁인 : 오쿠라다이스케(大蔵大輔) - 이키노 이타토(伊岐 致遠)의 딸
  - 제2황자 : 노부히토 친왕(順仁 親王) - (로쿠조 천황)
- 궁인 : 미나모토씨(源氏) - 미나모토노 타다후사(源 忠房)의 딸
  - 제3황자 : 신에 법친왕(真恵 法親王)

## 같이 보기
- 일본 천황
- 고니조 천황